# Matt To'omua
Matthew Papali’i To’omua (IPA /ˈtuːmuːə/; Melbourne, 2 gennaio 1990) è un rugbista a 15 australiano che gioca come tre quarti centro con i Rebels in Super Rugby.

## Biografia
Nato a Melbourne da una famiglia di missionari cristiani, crebbe a Brisbane dove la sua famiglia si trasferì quando egli era ancora bambino.
Iniziò a praticare il rugby all'età di 6 anni con il Logan City, fino a ottenere i primi successi a livello interscolastico con la selezione giovanile del Queensland.
Nel 2008 Matt Toomua iniziò a giocare a livello professionistico con i Brumbies nel Super Rugby.
L'avvio di carriera fu costellato da una serie di infortuni che ne limitarono il suo impiego in campo; inoltre rimase tanto segnato dalla morte del compagno di squadra e coinquilino Shawn Mackay, investito da un'automobile nell'aprile 2009, che meditò sulla possibilità di un suo prematuro ritiro.
La sua breve esperienza nel 2009 con il Western Province, squadra sudafricana militante in Currie Cup, lo aiutò a superare il periodo negativo, prima di fare nuovamente ritorno ai Brumbies.
Toomua non riuscì tuttavia a giocare da titolare, con la maglia numero 10 saldamente appannaggio di Matt Giteau.
Fu durante il Super Rugby 2013 che Toomua riuscì a imporsi, giocando stabilmente da titolare e guidando i Brumbies alla finale poi persa 27-22 con gli Chiefs.
In seguito alle sue ottime prestazioni, Toomua fu convocato dal nuovo C.T. dell'Australia Ewen McKenzie per disputare il Championship 2013, collezionando la sua prima presenza con gli Wallabies il 17 agosto affrontando la Nuova Zelanda nella prima giornata del torneo.
Fece anche parte della selezione che vinse il Rugby Championship 2015 e che giunse successivamente alla finale della Coppa del Mondo, poi persa contro gli All Blacks.